# Nancy Jebet Langat

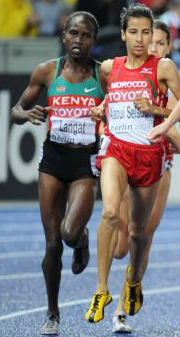
Nancy Langat (links) bei den Weltmeisterschaften 2009

Nancy Jebet Langat (* 22. August 1981 in Eldoret) ist eine kenianische Mittelstreckenläuferin und Olympiasiegerin.
Bei Juniorenweltmeisterschaften gewann sie 1998 Silber und 2000 Gold im 800-Meter-Lauf. Als Erwachsene wechselte sie auf die 1500-Meter-Distanz. 2004 wurde sie Afrikameisterin und kam bei den Olympischen Spielen in Athen ins Halbfinale. Im darauf folgenden Jahr wurde sie bei den Crosslauf-Weltmeisterschaften Achte auf der Kurzstrecke, schied aber bei den Weltmeisterschaften in Helsinki schon im Vorlauf aus.
Nach zwei Jahren Wettkampfpause wurde sie 2008 Dritte bei den kenianischen Ausscheidungskämpfen für die Olympischen Spiele in Peking. Dort siegte sie überraschend in ihrer persönlichen Bestzeit von 4:00,23 min vor den beiden Ukrainerinnen Iryna Lischtschynska und Natalija Tobias. Bei den Weltmeisterschaften 2009 in Berlin konnte sie sich dagegen nicht für das Finale qualifizieren.
Die Saison 2010 verlief für Langat wieder äußerst erfolgreich. Bei den Afrikameisterschaften in Nairobi gewann sie den Titel im 1500-Meter-Lauf, bei den Commonwealth Games in Neu-Delhi siegte sie über 800 und 1500 Meter. Außerdem sicherte sie sich in der IAAF Diamond League den Gesamtsieg im 1500-Meter-Lauf.
Nancy Jebet Langat gehört den kenianischen Streitkräften an und lebt in Nairobi. Sie ist mit dem Marathonläufer Kenneth Cheruiyot verheiratet.